# 胥浦塘
胥浦塘，又名胥浦。位于上海市金山区西南部。西南会浙江省平湖县上海塘(与金山县境交界处)，往东纳南来六里塘，北流接中官塘后折而东与惠高泾相汇。
公元前495年伍子胥在今上海金山区境内凿河，上接太湖，在杭州湾入海，明代因金山卫的杭州湾出海口封闭，胥浦塘改道从掘石港进入黄浦江。胥浦塘是上海最早的运河，也是中国最早的运河之一。
南梁在今金山区境内置胥浦县，以水名命名。